# 福山市役所
福山市役所（ふくやましやくしょ）は、日本の地方公共団体である福山市の組織が入る施設（役所）である。

## 部署
主な組織 - 2021年（令和3年）5月15日時点
- 市長公室
- 企画財政局
- 総務局
- 経済環境局
- 保健福祉局
- 市民局
- 福山市民病院
- 建設局
- 会計管理者
- 上下水道局
- 議会事務局
- 選挙管理委員会事務局
- 監査事務局
- 農業委員会事務局
- 福山地区消防組合
- 教育委員会

## 所在地
- 〒720-8501
- 住所：広島県福山市東桜町3番5号

## 開庁時間
- 8時30分から17時15分
- 閉庁日：土曜日・日曜日・祝日・年末年始（12月29日から1月3日）

## アクセス
- JR福山駅から徒歩6分。

## 支所
- 西部市民センター - 福山市松永町三丁目1番29号
- 北部市民センター - 福山市駅家町大字倉光37番地1
- 東部市民センター - 福山市伊勢丘六丁目6番1号
- 神辺支所 - 福山市神辺町大字川北895番地1
- 鞆支所 - 福山市鞆町鞆423番地1
- 内海支所 - 福山市内海町88番地60
- 沼隈支所 - 福山市沼隈町大字草深1889番地6
- 芦田支所 - 福山市芦田町大字下有地46番地2
- 加茂支所 - 福山市加茂町字芦原387番地12
- 新市支所 - 福山市新市町大字新市1061番地1
- 市民参画センター - 福山市本町1番35号
- 上下水道局 - 福山市古野上町15番25号